# Joué-lès-Tours Football Club Touraine
Maillots
Dernière mise à jour : 27 mars 2024.
Le Joué-lès-Tours Football Club Touraine est un ancien club de football français fondé en 2008 et dissous en 2024, basé à Joué-lès-Tours (Indre-et-Loire).
Le Joué-lès-Tours FCT nait de la fusion entre l'Union Sportive Joué-lès-Tours qui évolua en division nationale (principalement en D4, équivalent du National 2 ou National 3 aujourd'hui) durant vingt-deux saisons de 1983 à 2005, et l'autre club de la ville, l'ASC Joué Touraine.

## Histoire

### US Joué-lès-Tours (1942-2008)

#### Premiers pas (1942-1960)
Créé en 1942 sous le nom « Bande joyeuse de Joué », le club grandit rapidement jusqu'en 1945 et prend le nom d'« Union Sportive de Joué » (USJ).

### Ascension régionale (1960-1983)
Le club se développe principalement à partir des années 1960 avec l'augmentation de la population de Joué-lès-Tours.
En 1974, alors que le club évolue en Promotion de Ligue (PL), André Labarde devient président. Dès l'année suivante, il fait appel à Jean Bidegaray, finaliste de la Coupe Charles Drago 1965 avec les Girondins de Bordeaux, pour la direction technique du club. De 1975 à 1983, l'équipe fanion passe de la PL à la Division 4.

#### Montée en championnats nationaux (1983-2005)

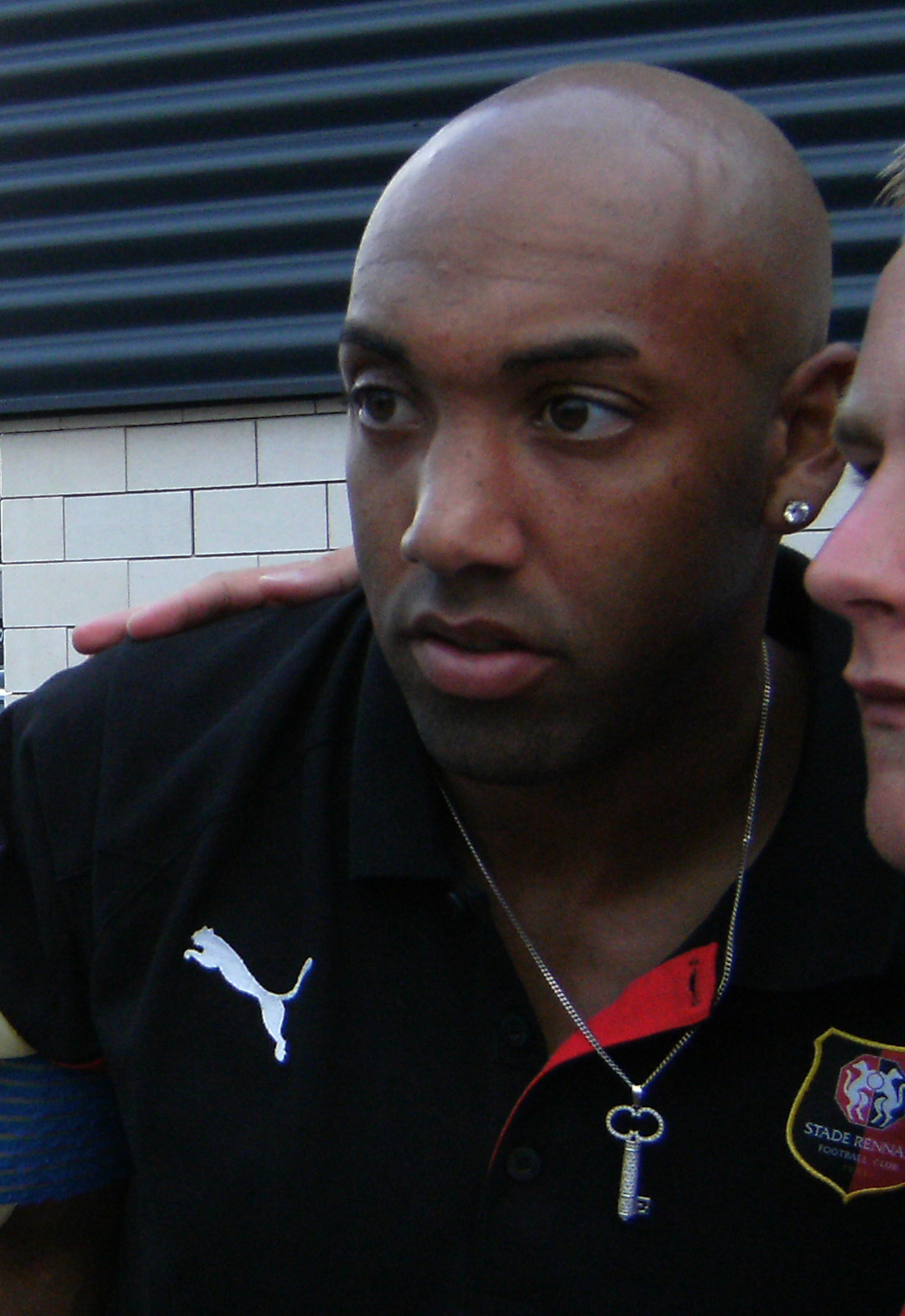
Stéphane Dalmat et ses deux frères Wilfried et Cyril font leur formation dans le club jocondien.

L'équipe accède même en D3 lors de la saison 1990-1991, année où le club se classe au premier rang de la Ligue du Centre avec 641 licenciés. L'école de football du club est alors d'un bon niveau et toutes les équipes évoluent au plus haut niveau régional voire en national. La formation à l'USJ est alors une référence et de nombreux joueurs sont sollicités par des clubs professionnels dont Stéphane Dalmat.

#### Retour en régional et fusion (2005-2008)
Au terme de la saison 2004-2005, l'équipe fanion est reléguée de CFA 2 en Division d'Honneur. L'année suivante, James Sabourault devient président alors que le club connaît un passage difficile avec le départ de nombreux joueurs à la suite de rumeurs de fusion.
Après une huitième place pour le retour en DH Centre et la relégation des équipes 2 et 3, le club enregistre 25 arrivées pour seulement 6 départs. En début de saison 2006-2007, l'équipe de Ludovic Le Bihan vise les quatre premières places.
En juin 2008, l'USJ fusionne avec le club de l'ASC Joué Touraine, club voisin fondé en 1972, et devient le « Joué-lès-Tours Football Club Touraine »,. Cette nouvelle entité a pour vocation de rassembler et d’unifier les footballeurs jocondiens autour d’un projet ambitieux. Le club, affilié sous le n°505214 à la Fédération française de football, est radié le 3 juillet 2008 et réapparaît sous son nouveau nom au numéro 553790,.

### Joué-lès-Tours FCT (2008-2024)
Pour sa première saison, le nouveau Joué-lès-Tours FCT vit une saison difficile en DH Centre. Le groupe de Stéphane Paquignon subit en effet un début de saison raté, une fusion délicate et un championnat exigent.
En 2009-2010, la direction du club confie la direction de l'équipe fanion et la responsabilité de la formation à Armand Raimbault, ancien gardien du Tours FC. Le club veut notamment développer une école de football féminin dans la dynamique de son équipe féminine senior. Avec la fusion, le club passe à 517 licenciés.
En juin 2011, le président James Sabourault lie son sort à celui d'Armand Raimbault, son entraîneur, et quitte le club. Celui-ci doit alors composer depuis plusieurs années avec des difficultés financières, ce qui l'empêche de monter en Division d'Honneur à la fin de la saison 2010-2011 après une rétrogradation l'année précédente. Lors de cet exercice, l'équipe première réussit un triplé historique en remportant le championnat de DHR, la Coupe du Centre et la Coupe d'Indre-et-Loire. Joël Juste reprend la présidence du club jocondien et Mohammed Hamidat, jusque-là capitaine, la gestion de l'équipe première.
Mohammed Hamidat n'est pas conservé l'année suivante et remplacé par Vincent Coffin.
Trois présidents se succèdent depuis 2008 : James Sabourault, Joël Juste puis Eric Bédoyan.
En novembre 2012, Eric Bédoyan propose d’œuvrer à la construction d’un projet pour les 5 saisons suivantes (2013-2018), de redéfinir la gouvernance du JFCT et de travailler au redressement de l’image du club auprès de tous (parents, instances du football, collectivités, partenaires privés …). Pour ce faire, une équipe est constituée autour de dirigeants et d’éducateurs déjà présents.
Depuis la saison 2017-2018, l'équipe première est entraînée par Zanin Imamagic assisté de Damir Kabaklija. Sous la direction de ce duo, l'équipe gagne dès sa première saison le titre de champion départemental synonyme de remontée en Régional. Lors de cette saison, l'équipe première a également remporté la coupe du District.
Lors de la saison 2018-2019 l'équipe première évoluant en Régional 3 remporte son championnat. Ce titre permet à l'équipe de monter en Régional 2 pour la saison 2019-2020.
Promu la saison suivante en Régional 2, l'équipe fanion toujours entrainé par Zanin Imamagic accompagné de Damir Kabaklija, réussi de nouveau à faire un parcours remarquable. Premier au classement à partir de la seconde journée, ils réussissent à monter au plus haut niveau régional malgré l'arrêt prématuré de la compétition dû à la crise du coronavirus. L'équipe finit première de sa poule en Régional 2 et est promue pour la saison suivante en Régional 1.
Depuis l'entrée en poste de Zanin Imamagic et de Damir Kabaklija, l'équipe a connu trois montées consécutives avec à la clé un titre de champion à chaque fin de saison.
Après trois saisons passées en Régional 1, le club est relégué en Régional 2 à l'issue d'une saison 2022-2023 très compliquée pour le club, marquée par le départ de Zanin Imamagic en cours de saison(remplacé par Mohamed Derkaoui) et une dernière place au classement.
Le 9 août 2024, face à la situation compliquée à laquelle il fait face, le club est placé en liquidation judiciaire.

## Image et identité

### Couleurs du club
L'US Joué-les-Tours jouait en bleu roy et jaune, couleurs de la ville de Joué-lès-Tours. Ces mêmes couleurs sont gardées lors de la fusion entre l'US Joué et l'ASC Joué Touraine. Par la suite, le bleu finit par s'imposer sur l'ensemble de la tenue, abandonnant par la même occasion le parment jaune du club omnisports d'origine. Le jaune est aujourd'hui uniquement employé comme couleur de remplacement et lors de certaines rencontres à l'extérieur. 

### Logo

Logo de l'US Joué-lès-Tours.
Logo dans les années 2010.
Logo du Joué FCT de 2022 à 2024.

## Palmarès

### Titres et trophées
- DH Centre (1)
  - Champion en 1983[15]
- DHR Centre (2) Régional 2
  - Champion en 2005, 2011, 2020
- Régional (3)
  - Champion en 2019
- Départemental (1)
  - Champion 2018
- Coupe du Centre (1)
  - Vainqueur en 2011[15]
  - Finaliste en 2002
- DH féminine (1)
  - Champion en 2006

### Bilan en championnat
| Championnat              | Saisons | J   | V  | N  | D  | Bp  | Bc  |
| ------------------------ | ------- | --- | -- | -- | -- | --- | --- |
| Championnat de France    | 0       | -   | -  | -  | -  | -   | -   |
| Championnat de France D2 | 0       | -   | -  | -  | -  | -   | -   |
| Championnat de France D3 | 0       | -   | -  | -  | -  | -   | -   |
| Division 3 (1970-1993)   | 1       | 30  | 5  | 13 | 12 | 31  | 45  |
| Championnat de France D4 | 4       | 136 | 38 | 39 | 59 | 172 | 237 |
| Division 4 (1978-1993)   | 9       | 234 | 94 | 73 | 67 | 385 | 311 |
| Championnat de France D5 | 8       | 226 | 83 | 68 | 75 | 287 | 269 |

| Bilan par saison du Joué-lès-Tours FCT depuis 1982, | Bilan par saison du Joué-lès-Tours FCT depuis 1982, | Bilan par saison du Joué-lès-Tours FCT depuis 1982, | Bilan par saison du Joué-lès-Tours FCT depuis 1982, | Bilan par saison du Joué-lès-Tours FCT depuis 1982, | Bilan par saison du Joué-lès-Tours FCT depuis 1982, | Bilan par saison du Joué-lès-Tours FCT depuis 1982, | Bilan par saison du Joué-lès-Tours FCT depuis 1982, | Bilan par saison du Joué-lès-Tours FCT depuis 1982, | Bilan par saison du Joué-lès-Tours FCT depuis 1982, | Bilan par saison du Joué-lès-Tours FCT depuis 1982, | Bilan par saison du Joué-lès-Tours FCT depuis 1982, | Bilan par saison du Joué-lès-Tours FCT depuis 1982,    |
| Saison                                              | Championnat                                         | Championnat                                         | Championnat                                         | Championnat                                         | Championnat                                         | Championnat                                         | Championnat                                         | Championnat                                         | Championnat                                         | Championnat                                         | Coupe de France                                     | Entraîneurs                                            |
| Saison                                              | Division                                            | Class.                                              | Pts                                                 | M                                                   | V                                                   | N                                                   | D                                                   | Bp                                                  | Bc                                                  | Diff                                                | Coupe de France                                     | Entraîneurs                                            |
| --------------------------------------------------- | --------------------------------------------------- | --------------------------------------------------- | --------------------------------------------------- | --------------------------------------------------- | --------------------------------------------------- | --------------------------------------------------- | --------------------------------------------------- | --------------------------------------------------- | --------------------------------------------------- | --------------------------------------------------- | --------------------------------------------------- | ------------------------------------------------------ |
| 1982-1983                                           | DH Centre                                           | 1er                                                 | 55 pts                                              | 22                                                  | 14                                                  | 5                                                   | 3                                                   | 47                                                  | 21                                                  | 26                                                  |                                                     |                                                        |
| 1983-1984                                           | Division 4 - Gr. E                                  | 5e                                                  | 29 pts                                              | 26                                                  | 12                                                  | 5                                                   | 9                                                   | 37                                                  | 38                                                  | -1                                                  |                                                     |                                                        |
| 1984-1985                                           | Division 4 - Gr. E                                  | 6e                                                  | 28 pts                                              | 26                                                  | 11                                                  | 6                                                   | 9                                                   | 37                                                  | 34                                                  | 3                                                   |                                                     |                                                        |
| 1985-1986                                           | Division 4 - Gr. B                                  | 5e                                                  | 28 pts                                              | 26                                                  | 10                                                  | 8                                                   | 8                                                   | 48                                                  | 35                                                  | 13                                                  |                                                     |                                                        |
| 1986-1987                                           | Division 4 - Gr. F                                  | 5e                                                  | 28 pts                                              | 26                                                  | 10                                                  | 8                                                   | 8                                                   | 42                                                  | 40                                                  | 2                                                   |                                                     |                                                        |
| 1987-1988                                           | Division 4 - Gr. F                                  | 6e                                                  | 27 pts                                              | 26                                                  | 8                                                   | 11                                                  | 7                                                   | 34                                                  | 34                                                  | 0                                                   |                                                     |                                                        |
| 1988-1989                                           | Division 4 - Gr. F                                  | 6e                                                  | 30 pts                                              | 26                                                  | 11                                                  | 8                                                   | 7                                                   | 51                                                  | 30                                                  | 21                                                  |                                                     |                                                        |
| 1989-1990                                           | Division 4 - Gr. F                                  | 4e                                                  | 30 pts                                              | 26                                                  | 11                                                  | 8                                                   | 7                                                   | 51                                                  | 47                                                  | 4                                                   |                                                     |                                                        |
| 1990-1991                                           | Division 3 - Centre                                 | 15e                                                 | 23 pts                                              | 30                                                  | 5                                                   | 13                                                  | 12                                                  | 31                                                  | 45                                                  | -14                                                 |                                                     | Francisco Rubio                                        |
| 1991-1992                                           | Division 4 - Gr. F                                  | 3e                                                  | 35 pts                                              | 26                                                  | 12                                                  | 11                                                  | 3                                                   | 42                                                  | 22                                                  | 20                                                  |                                                     | Francisco Rubio                                        |
| 1992-1993                                           | Division 4 - Gr. E                                  | 8e                                                  | 26 pts                                              | 26                                                  | 9                                                   | 8                                                   | 9                                                   | 43                                                  | 31                                                  | 12                                                  |                                                     | Patrick Bidegaray                                      |
| 1993-1994                                           | National 3 - Gr. E                                  | 2e                                                  | 33 pts                                              | 26                                                  | 14                                                  | 5                                                   | 7                                                   | 39                                                  | 25                                                  | 14                                                  |                                                     | Patrick Bidegaray                                      |
| 1994-1995                                           | National 3 - Gr. E                                  | 6e                                                  | 26 pts                                              | 26                                                  | 10                                                  | 6                                                   | 10                                                  | 36                                                  | 38                                                  | -2                                                  |                                                     | Patrick Bidegaray                                      |
| 1995-1996                                           | National 3 - Gr. E                                  | 4e                                                  | 43 pts                                              | 26                                                  | 12                                                  | 7                                                   | 7                                                   | 38                                                  | 27                                                  | 11                                                  |                                                     | Patrick Bidegaray                                      |
| 1996-1997                                           | National 2 - Gr. C                                  | 12e                                                 | 40 pts                                              | 34                                                  | 10                                                  | 10                                                  | 14                                                  | 49                                                  | 56                                                  | -7                                                  |                                                     | Patrick Bidegaray                                      |
| 1997-1998                                           | CFA - Gr. C                                         | 15e                                                 | 41 pts                                              | 34                                                  | 10                                                  | 11                                                  | 13                                                  | 41                                                  | 57                                                  | -16                                                 |                                                     | Patrick Bidegaray                                      |
| 1998-1999                                           | CFA - Gr. D                                         | 15e                                                 | 73 pts                                              | 34                                                  | 9                                                   | 12                                                  | 13                                                  | 48                                                  | 54                                                  | -6                                                  |                                                     | Patrick Bidegaray                                      |
| 1999-2000                                           | CFA - Gr. D                                         | 16e                                                 | 67 pts                                              | 34                                                  | 9                                                   | 6                                                   | 19                                                  | 34                                                  | 70                                                  | -36                                                 |                                                     | Patrick Bidegaray                                      |
| 2000-2001                                           | CFA 2 - Gr. G                                       | 8e                                                  | 70 pts                                              | 30                                                  | 10                                                  | 10                                                  | 10                                                  | 36                                                  | 34                                                  | 2                                                   |                                                     | Patrick Bidegaray                                      |
| 2001-2002                                           | CFA 2 - Gr. H                                       | 6e                                                  | 74 pts                                              | 30                                                  | 11                                                  | 11                                                  | 8                                                   | 45                                                  | 32                                                  | 13                                                  |                                                     | Pascal Meunier                                         |
| 2002-2003                                           | CFA 2 - Gr. G                                       | 3e                                                  | 81 pts                                              | 30                                                  | 13                                                  | 12                                                  | 5                                                   | 45                                                  | 30                                                  | 15                                                  |                                                     | Pascal Meunier                                         |
| 2003-2004                                           | CFA 2 - Gr. G                                       | 9e                                                  | 68 pts                                              | 30                                                  | 9                                                   | 11                                                  | 10                                                  | 29                                                  | 38                                                  | -9                                                  |                                                     | Pascal Meunier                                         |
| 2004-2005                                           | CFA 2 - Gr. F                                       | 15e                                                 | 46 pts                                              | 28                                                  | 4                                                   | 6                                                   | 18                                                  | 19                                                  | 45                                                  | -26                                                 |                                                     |                                                        |
| 2005-2006                                           | DH Centre                                           | 8e                                                  | 61 pts                                              | 26                                                  | 10                                                  | 5                                                   | 11                                                  | 26                                                  | 29                                                  | -3                                                  |                                                     | Ludovic Le Bihan                                       |
| 2006-2007                                           | DH Centre                                           | 10e                                                 | 58 pts                                              | 26                                                  | 9                                                   | 5                                                   | 12                                                  | 37                                                  | 49                                                  | -12                                                 |                                                     | Ludovic Le Bihan                                       |
| 2007-2008                                           | DH Centre                                           | 12e                                                 | 52 pts                                              | 26                                                  | 6                                                   | 8                                                   | 12                                                  | 30                                                  | 38                                                  | -8                                                  |                                                     | Stéphane Paquignon                                     |
| 2008-2009                                           | DH Centre                                           | 4e                                                  | 71 pts                                              | 26                                                  | 14                                                  | 3                                                   | 9                                                   | 47                                                  | 37                                                  | 10                                                  |                                                     | Stéphane Paquignon                                     |
| 2009-2010                                           | DH Centre                                           | ?                                                   | 71 pts                                              | 26                                                  | 13                                                  | 6                                                   | 7                                                   | 60                                                  | 36                                                  | 24                                                  |                                                     | Armand Raimbault                                       |
| 2010-2011                                           | DHR Centre                                          | 1er                                                 |                                                     |                                                     |                                                     |                                                     |                                                     |                                                     |                                                     |                                                     |                                                     | Armand Raimbault                                       |
| 2011-2012                                           | DHR Centre                                          |                                                     |                                                     |                                                     |                                                     |                                                     |                                                     |                                                     |                                                     |                                                     |                                                     | Mohammed Hamidat                                       |
| 2012-2013                                           | DHR Centre                                          |                                                     |                                                     |                                                     |                                                     |                                                     |                                                     |                                                     |                                                     |                                                     |                                                     | Vincent Coffin / Abel Pires (août 2012)                |
| 2013-2014                                           | DHR Centre                                          | 8e/12                                               | 49                                                  | 22                                                  | 6                                                   | 9                                                   | 7                                                   | 26                                                  | 29                                                  | -3                                                  |                                                     | Roger N'Gomoé                                          |
| 2014-2015                                           | DHR Centre                                          | 9e/12                                               | 46 pts                                              | 22                                                  | 7                                                   | 3                                                   | 12                                                  | 28                                                  | 50                                                  | -22                                                 |                                                     | Roger N'Gomoé / Abel Pires (octobre 2014)              |
| 2015-2016                                           | PH Centre                                           | 12e                                                 | 40 pts                                              | 22                                                  | 4                                                   | 7                                                   | 11                                                  | 31                                                  | 53                                                  | -22                                                 |                                                     |                                                        |
| 2016-2017                                           | Départemental 1                                     | 3e                                                  | 34 pts                                              | 22                                                  | 10                                                  | 5                                                   | 7                                                   | 42                                                  | 34                                                  | 8                                                   |                                                     |                                                        |
| 2017-2018                                           | Départemental 1                                     | 1er                                                 | 47 pts                                              | 22                                                  | 15                                                  | 2                                                   | 5                                                   | 57                                                  | 27                                                  | 30                                                  |                                                     | Zanin Imamagic                                         |
| 2018-2019                                           | Régional 3 CVL Gr. D                                | 1er                                                 | 52 pts                                              | 24                                                  | 16                                                  | 6                                                   | 2                                                   | 69                                                  | 25                                                  | 44                                                  |                                                     | Zanin Imamagic                                         |
| 2019-2020                                           | Régional 2 CVL Gr. A                                | 1er/11                                              | 28 pts                                              | 13                                                  | 9                                                   | 1                                                   | 3                                                   | 27                                                  | 16                                                  | 11                                                  |                                                     | Zanin Imamagic                                         |
| 2020-2021                                           | Régional 1 CVL                                      | 5e                                                  | 6 pts                                               | 3                                                   | 2                                                   | 0                                                   | 1                                                   | 5                                                   | 8                                                   | -3                                                  |                                                     | Zanin Imamagic                                         |
| 2021-2022                                           | Régional 1 CVL                                      | 8e/15                                               | 38 pts                                              | 28                                                  | 11                                                  | 5                                                   | 12                                                  | 50                                                  | 41                                                  | 9                                                   | 6e tour                                             | Zanin Imamagic                                         |
| 2022-2023                                           | Régional 1 CVL                                      | 12e/12                                              | 8 pts                                               | 22                                                  | 2                                                   | 2                                                   | 18                                                  | 17                                                  | 74                                                  | -57                                                 |                                                     | Zanin Imamagic /Mohamed Derkaoui (depuis octobre 2022) |

## Personnalités

### Présidents
En 1974, alors que le club évolue en Promotion de Ligue (PL), André Labarde devient président.
En 2006, James Sabourault devient président. En juin 2011, le président James Sabourault lie son sort à celui d'Armand Raimbault, son entraîneur, et quitte le club. 
En novembre 2012, Eric Bédoyan prend la présidence du Joué FCT. Durant son mandat, il développe notamment le football féminin ainsi que le sport adapté aux personnes en situation de handicap. Après douze ans passés à la tête du club, il démissionne fin octobre 2023, à la suite d'incidents qui ont émaillé un match de catégorie jeunes plus tôt dans le mois et qui ont amené une suspension des subventions d'État pour le club. Damir Kabaklija, ancien joueur et membre du staff de Zanin Imamagic, prend le relais mais démissionne quelques mois plus tard. Armelle Fedele, trésorière du club, est alors nommée présidente par intérim le 8 mars 2024. 
- 1974- :  André Labarde
- 2006-2011 :  James Sabourault
- 2011-2012 :  Joël Juste
- 2012-2023 :  Eric Bédoyan
- nov. 2023-mars 2024 :  Damir Kabaklija
- depuis mars 2024 :  Armelle Fedele

### Entraîneurs
En 1975, le président André Labarde fait appel à Jean Bidegaray, finaliste de la Coupe Charles Drago 1965 avec les Girondins de Bordeaux, pour la direction technique du club.
- 1990-1992 :  Francisco Rubio

### Joueurs
- Stéphane Dalmat (juniors, 1985-1996)
- Wilfried Dalmat (juniors)
- Emmanuel Desgeorges (1996-1997)
- Gaston Diamé (1997-1998)
- Sylvain Distin (1997-1998)
- Ali El-Omari (1997-1999)
- Manuel Lerat (1987-1988)
- Juan Medina (1972-73 & 78-79)
- Philippe Piette (1990-1991)
- Francisco Rubio (1990-1991)
- Christophe Soyer (2000)